# Therese Sjögran
Therese Sjögran (Södra Sandby, 1977. április 8. –) világbajnoki ezüstérmes svéd női válogatott labdarúgó.

## Sikerei, díjai

### Klubcsapatokban
Svéd bajnok (4):
- FC Rosengård (4): 2010,[2] 2011, 2013, 2014

 Svéd szuperkupagyőztes (2):
- FC Rosengård (2): 2012, 2015

### A válogatottban
Svédország
- Világbajnoki ezüstérmes (1): 2003
- Világbajnoki bronzérmes (1): 2011
- Európa-bajnoki ezüstérmes (1): 2001
- Algarve-kupa győztes (2): 2001, 2009
- Négy Nemzet Tornája bronzérmes (2): 2004, 2011

### Egyéni
- Az év játékosa (Gyémántlabda-díj): 2007, 2010
- Az év középpályása (2): 2007, 2008